# Lawrenceburg (Tennessee)
Lawrenceburg é uma cidade localizada no estado norte-americano de Tennessee, no Condado de Lawrence.

## Demografia
Segundo o censo norte-americano de 2000, a sua população era de 10.796 habitantes.
Em 2006, foi estimada uma população de 10.819, um aumento de 23 (0.2%).

## Geografia
De acordo com o United States Census Bureau tem uma área de
32,6 km², dos quais 32,6 km² cobertos por terra e 0,0 km² cobertos por água. Lawrenceburg localiza-se a aproximadamente 281 m acima do nível do mar.

## Localidades na vizinhança
O diagrama seguinte representa as localidades num raio de 28 km ao redor de Lawrenceburg.